# Conus scalarissimus
Espèce
Conus scalarissimus est une espèce de mollusques gastéropodes marins de la famille des Conidae.
Comme toutes les espèces du genre Conus, ces escargots sont prédateurs et venimeux. Ils sont capables de « piquer » les humains et doivent donc être manipulés avec précaution, voire pas du tout.

## Description
La taille d'une coquille adulte varie entre 30 mm et 60 mm.

## Distribution
Cette espèce est présente dans l'océan Pacifique entre le Golfe de Californie, l'ouest du Mexique et le Pérou.

## Taxonomie

### Publication originale
L'espèce Conus scalarissimus a été décrite pour la première fois en 1988 par le malacologiste américain António José da Motta (d) dans « Publicações Ocasionais da Sociedade Portuguesa de Malacologia »,.

### Synonymes
- Conus (Dauciconus) scalarissimus da Motta, 1988 · appellation alternative
- Conus gradatus Reeve, 1843 · non accepté
- Gradiconus scalarissimus (da Motta, 1988) · non accepté